# Ernst Otto Oßwald

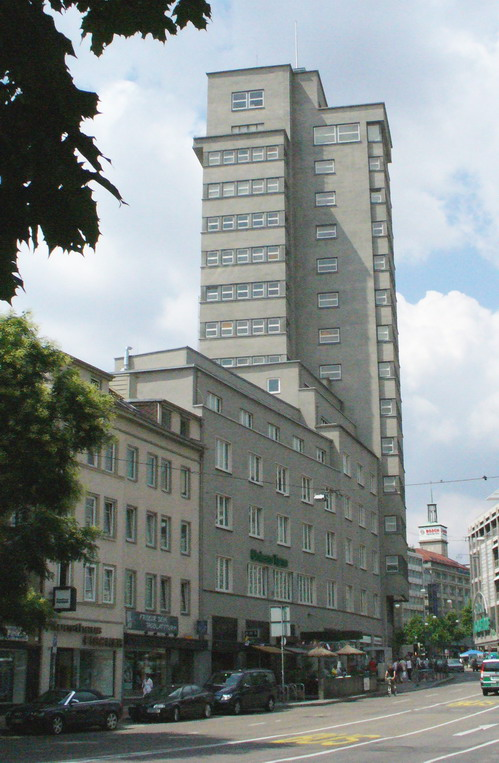
Tagblatt-Turm in Stuttgart

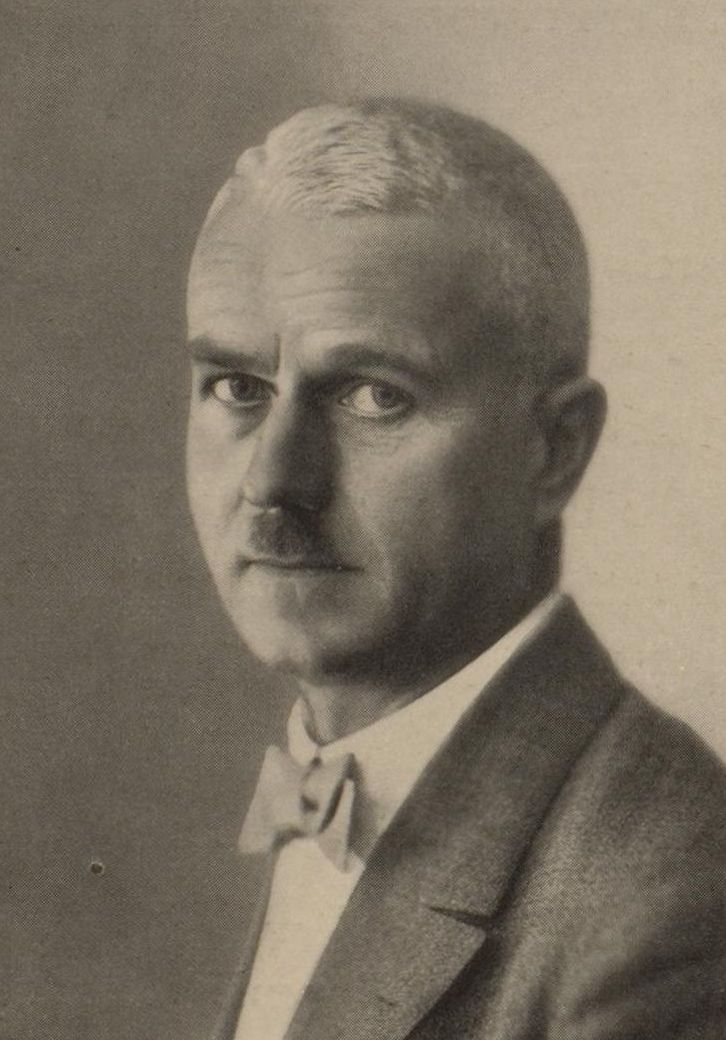
Ernst Otto Oßwald

Ernst Otto Oßwald (* 27. Februar 1880 in Stuttgart; † 1. Mai 1960 ebenda; vollständiger Name: Karl Ernst Otto Oßwald, auch Osswald geschrieben ) war ein deutscher Architekt, bekannt vor allem durch den Bau des Stuttgarter Tagblatt-Turms.

## Leben
Oßwald absolvierte nach abgebrochenem Schulbesuch eine Lehre als Steinmetz und besuchte nach Wanderschaft die württembergische Baugewerkeschule in seiner Heimatstadt. Noch vor dem Ersten Weltkrieg erbaute er in Stuttgart mehrere Mietshäuser in Formen der britischen und niederländischen Reformarchitektur, die, soweit sie den Zweiten Weltkrieg authentisch überdauert haben, heute als Kulturdenkmale gelten.
Mit dem 1928 eingeweihten Tagblatt-Turm schuf er sein bekanntestes Bauwerk. Mit 61 m Höhe und 15 Vollgeschossen bzw. 18 Geschossen gilt es als eines der bedeutendsten Zeugnisse des Neuen Bauens in Stuttgart, zudem als das erste in Sichtbeton errichtete Hochhaus der Welt.
Anschließend baute er noch einige private Wohnhäuser und ein Industrie- und Verwaltungsgebäude für die Firma Eisen Fuchs in Stuttgart, außerdem widmete er sich seinem Hobby, der Malerei.
Ernst Otto Oßwald wurde auf dem Waldfriedhof Stuttgart begraben.

## Veröffentlichungen
- Ernst Otto Oßwald: Das Tagblatt-Turmhaus. In: Stuttgarter Neues Tagblatt 1928. Zur Weihe des Tagblatt-Turmhauses am 5. November 1928, [Stuttgart]: [Neues Tagblatt] [1928], S. 19–36 [dort S. 36 Porträtfoto von Osswald].

## Literatur

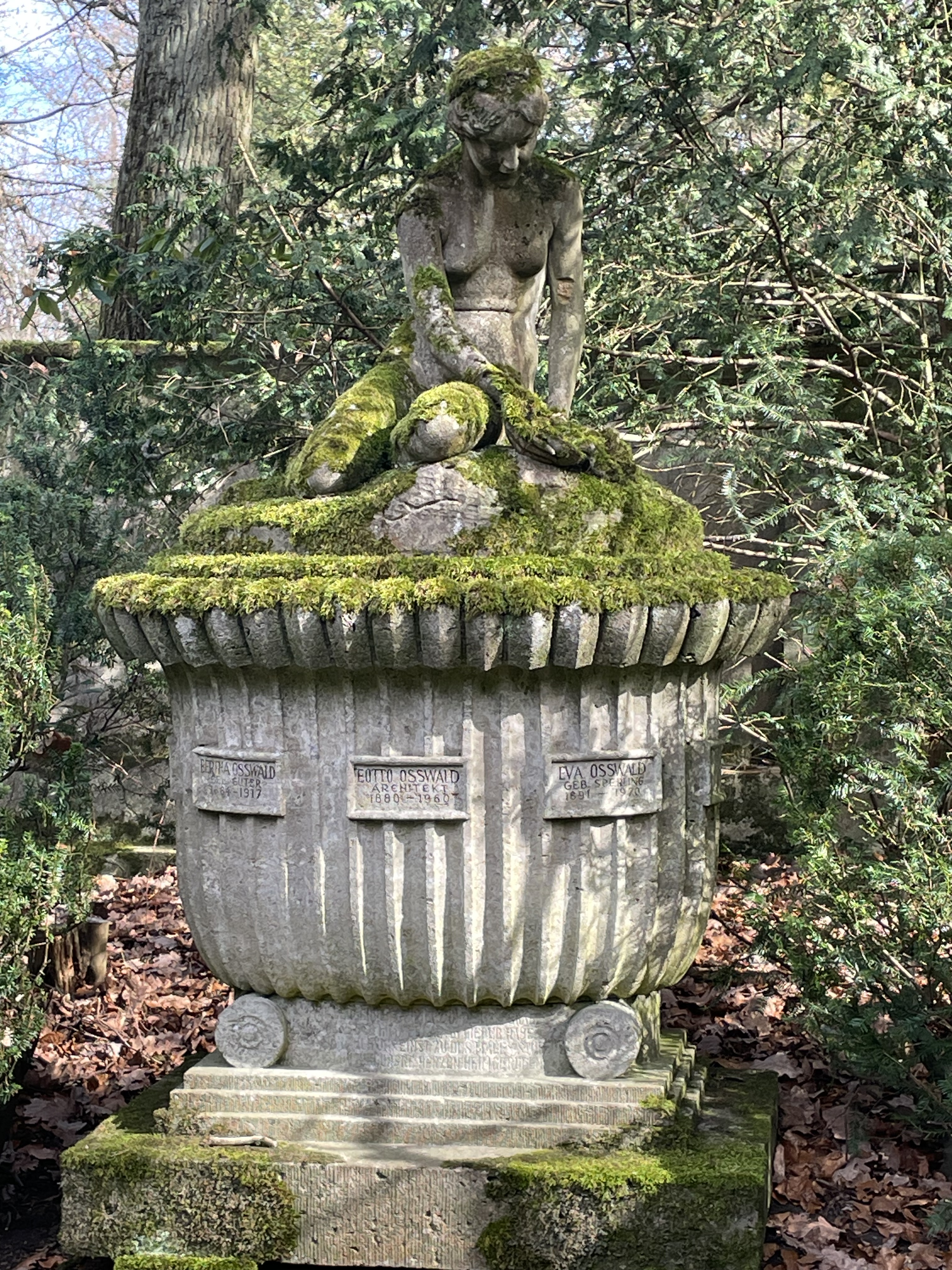
Familiengrab von Ernst Otto Osswald